# Chrysosoma kwangense
Chrysosoma kwangense är en tvåvingeart som beskrevs av Grichanov 1999. Chrysosoma kwangense ingår i släktet Chrysosoma och familjen styltflugor. Inga underarter finns listade i Catalogue of Life.